# Bolitoglossa digitigrada
Bolitoglossa digitigrada е вид земноводно от семейство Plethodontidae.

## Разпространение
Видът е разпространен в Перу.